# File András
File András (Ungvár, 1736. november 30. – Buda, 1792. október 1.) magyar bölcsészdoktor, jezsuita rendi pap, tanár, költő.

## Élete
1755-ben Trencsénben lépett a rendbe; 1765-ben harmadéves teológus volt Kassán; a három próbaév eltöltése után 1769-től a győri s váci egyházkerület missziójában működött. A rend föloszlatása után (1773.) bölcseleti doktorrá avatták Budán, hol néhány évig a humaniorákat tanította, azután az ifjuság hitoktatója volt.

## Munkái
- Ecloga Damon Palladi encaenia novi templi celebranti gratulatur. Id est archigymnasio regio Budensi nova aedificia ingredienti applaudit, Jovi conditori gratias agit. Budae, 1785
- Oda Laudonio supremo belli duci Belgradum fortiter adgredienti, feliciter expugnanti oblata. Budae, 1789
- Laudonio devicto Turca reduci. Budae, 1789 (költemény)